# Annot
Annot [anɔt] est une commune française située dans le département des Alpes-de-Haute-Provence, en région Provence-Alpes-Côte d'Azur.
Annot a la particularité dans le département d'avoir une population qui n'a varié que dans une fourchette assez restreinte, ne connaissant pas le fort dépeuplement de ses voisines entre 1851 et 1946. La bourgade d’Annot a une très ancienne fonction administrative, de rayonnement réduit mais stable. L'arrivée du chemin de fer à la fin du XIXe siècle, la présence de petites industries, puis l'attraction touristique de ce bourg rural montagnard expliquent cette relative stabilité.
Annot a reçu le label « village et cité de caractère ».

## Géographie

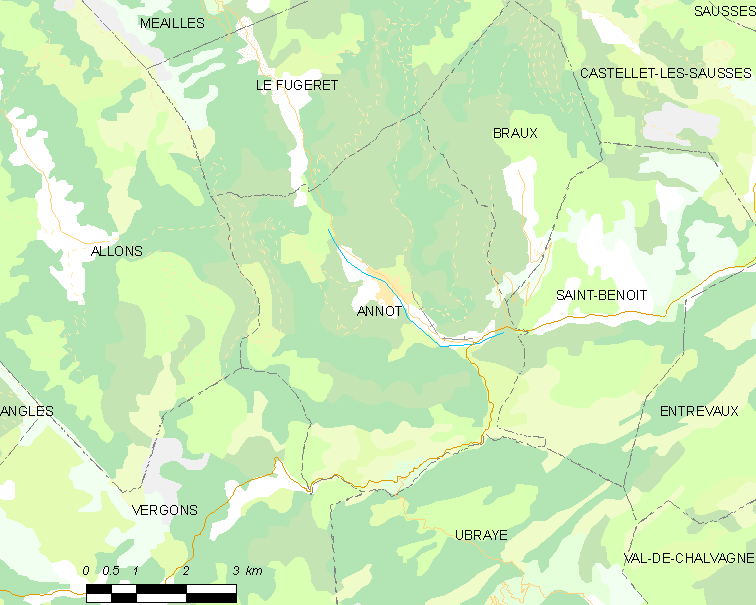
Annot et les communes voisines (cliquez sur la carte pour accéder à une grande carte avec la légende).

Les communes limitrophes d’Annot sont Le Fugeret, Braux, Saint-Benoît, Ubraye, Vergons et Allons.

### Relief
- Rocher de Pelloussis (1 340 m) ;
- col de L’Iscle (1 384 m) ;
- sur la même crête, à l’ouest de la ville : le Roncheret (1 617 m) ; le Puel (1 532 m) ; la Colle Durand (1 638 m) ; les Roches de Rouaine (1 438 m).

### Environnement
La commune compte 2 712 ha de bois et forêts, soit la quasi-totalité de son territoire.

### Hameaux

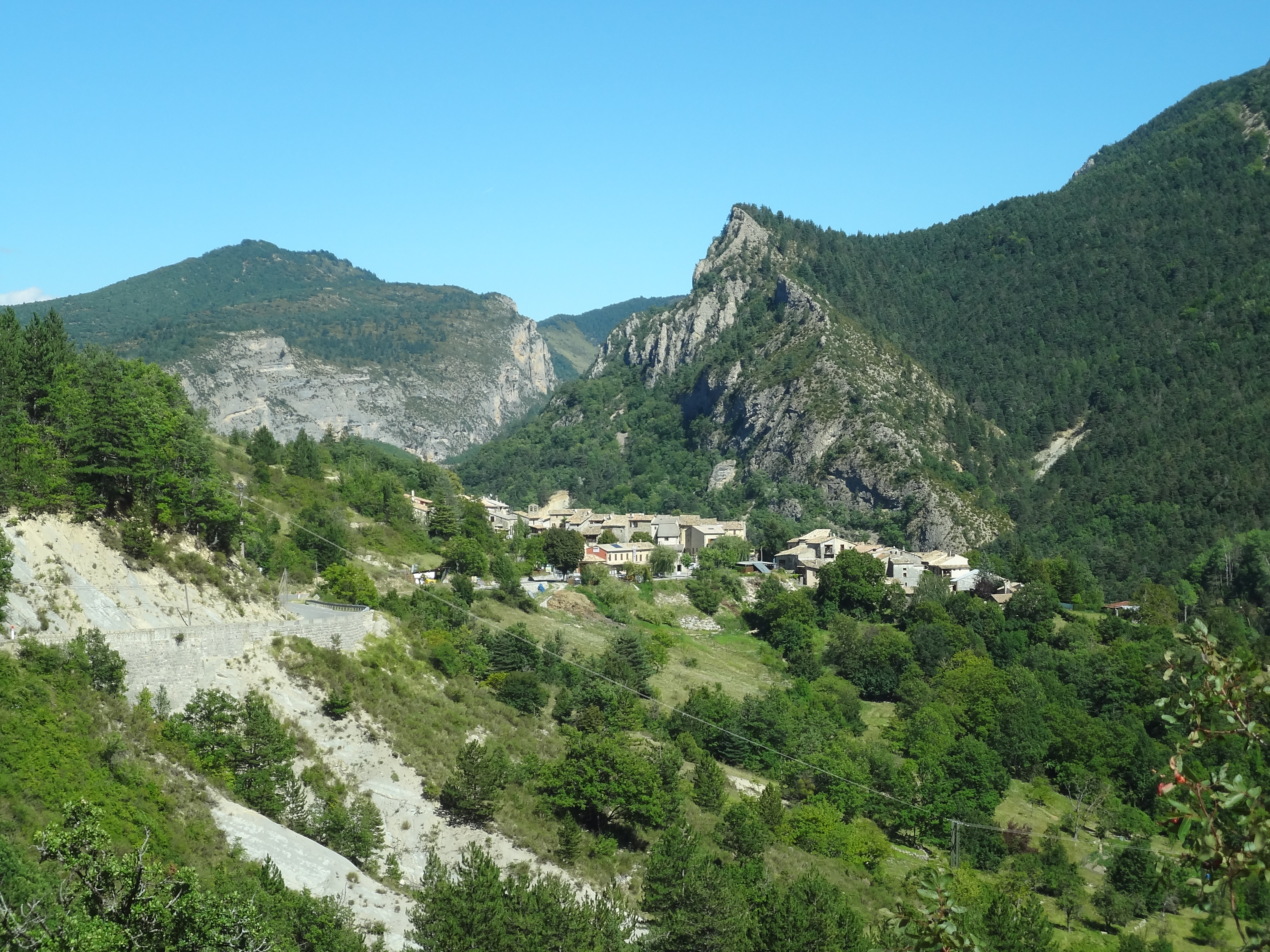
Village de Rouaine.

- Rouaine
- les Scaffarels

### Géologie

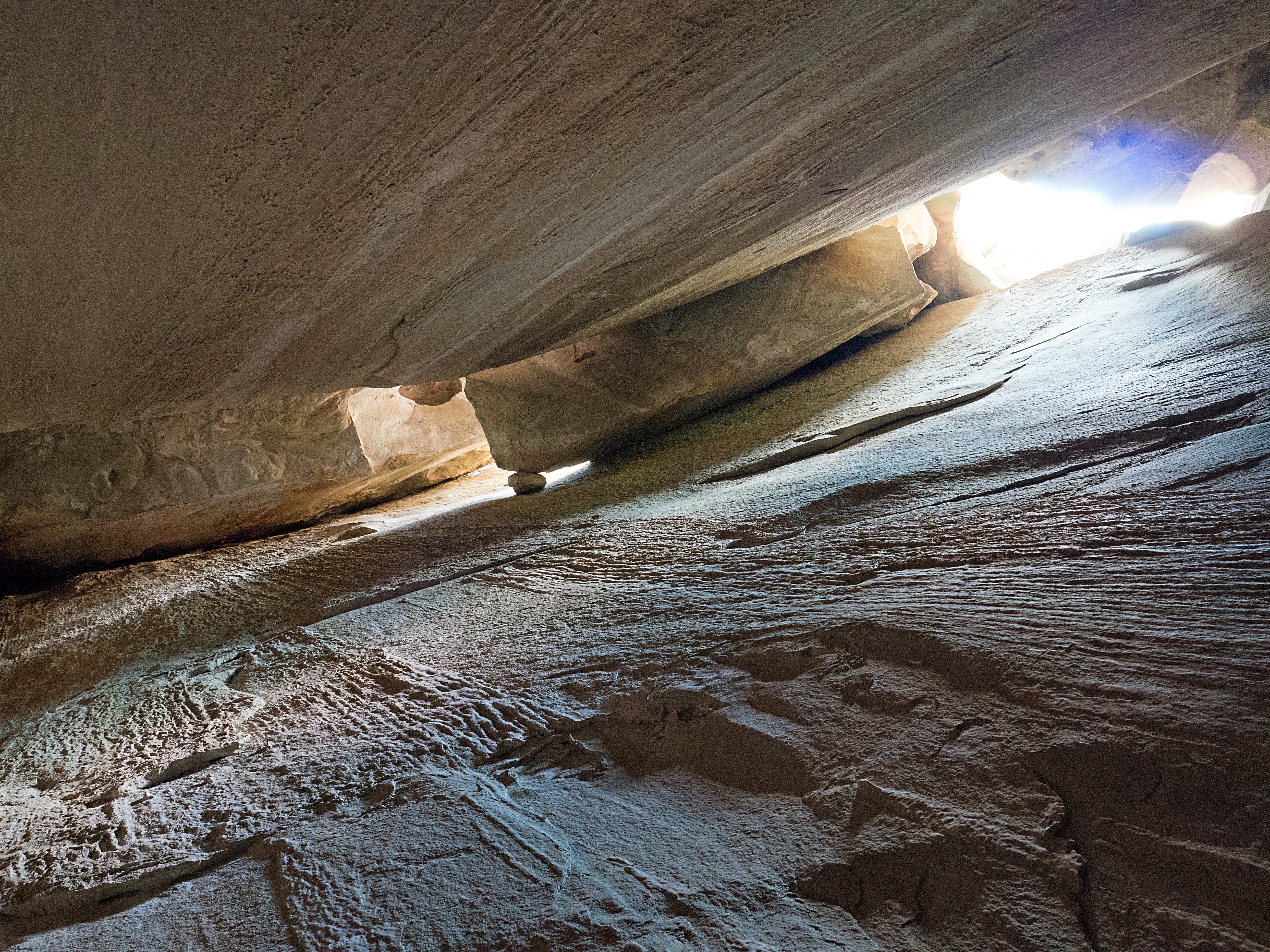
La chambre du Roi.

Le bourg est situé au sein d'une résurgence de grès, au milieu de montagnes calcaires, à 680 m d’altitude. Cette résurgence fait jusqu'à 250 m d'épaisseur. La barre rocheuse qui domine à l'est le village est formée de grès. Les éboulis qui se sont formés en contrebas, prenant des formes pittoresques aux noms évocateurs (la Dent du Diable, la Chambre du Roi, le défilé des Garambes, le Chameau des lumières, les rochers aux Cent-Marches) sont un site naturel classé depuis 1920. Certaines maisons sont construites directement contre un rocher tombé de la barre rocheuse, le rocher étant plus gros que la maison. Les sols acides (rive gauche de la Vaïre) permettent au châtaignier de pousser.
Le centre de la cité (église Saint-Jean-Baptiste, anciennement Saint-Pons) est construit sur un éperon rocheux situé entre les torrents de la Vaïre et de la Beïte.

### Sismicité
La commune se trouve en zone de sismicité 4 (sismicité moyenne).

### Hydrographie et les eaux souterraines
Cours d'eau sur la commune ou à son aval :
- ravins de Barbette, de Saint-Jean,
- torrents le Coulomp, la Vaïre, la Beïte, la Galange, des Glaïres, de Balme Michel,
- ruisseau la Bernade.

### Climat
Pour des articles plus généraux, voir Climat de Provence-Alpes-Côte d'Azur et Climat des Alpes-de-Haute-Provence.
En 2010, le climat de la commune est de type climat méditerranéen altéré, selon une étude du Centre national de la recherche scientifique s'appuyant sur une série de données couvrant la période 1971-2000. En 2020, Météo-France publie une typologie des climats de la France métropolitaine dans laquelle la commune est exposée à un climat de montagne ou de marges de montagne et est dans la région climatique Alpes du sud, caractérisée par une pluviométrie annuelle de 850 à 1 000 mm, minimale en été.
Pour la période 1971-2000, la température annuelle moyenne est de 11,2 °C, avec une amplitude thermique annuelle de 16,5 °C. Le cumul annuel moyen de précipitations est de 1 076 mm, avec 6,4 jours de précipitations en janvier et 5 jours en juillet. Pour la période 1991-2020, la température moyenne annuelle observée sur la station météorologique de Météo-France la plus proche, « Méailles_sapc », sur la commune de Méailles à 7 km à vol d'oiseau, est de 11,2 °C et le cumul annuel moyen de précipitations est de 1 033,2 mm. 
La température maximale relevée sur cette station est de 38,3 °C, atteinte le 28 juin 2019 ; la température minimale est de −14,2 °C, atteinte le 6 février 2012,,.
Les paramètres climatiques de la commune ont été estimés pour le milieu du siècle (2041-2070) selon différents scénarios d'émission de gaz à effet de serre à partir des nouvelles projections climatiques de référence DRIAS-2020. Ils sont consultables sur un site dédié publié par Météo-France en novembre 2022.

### Transports

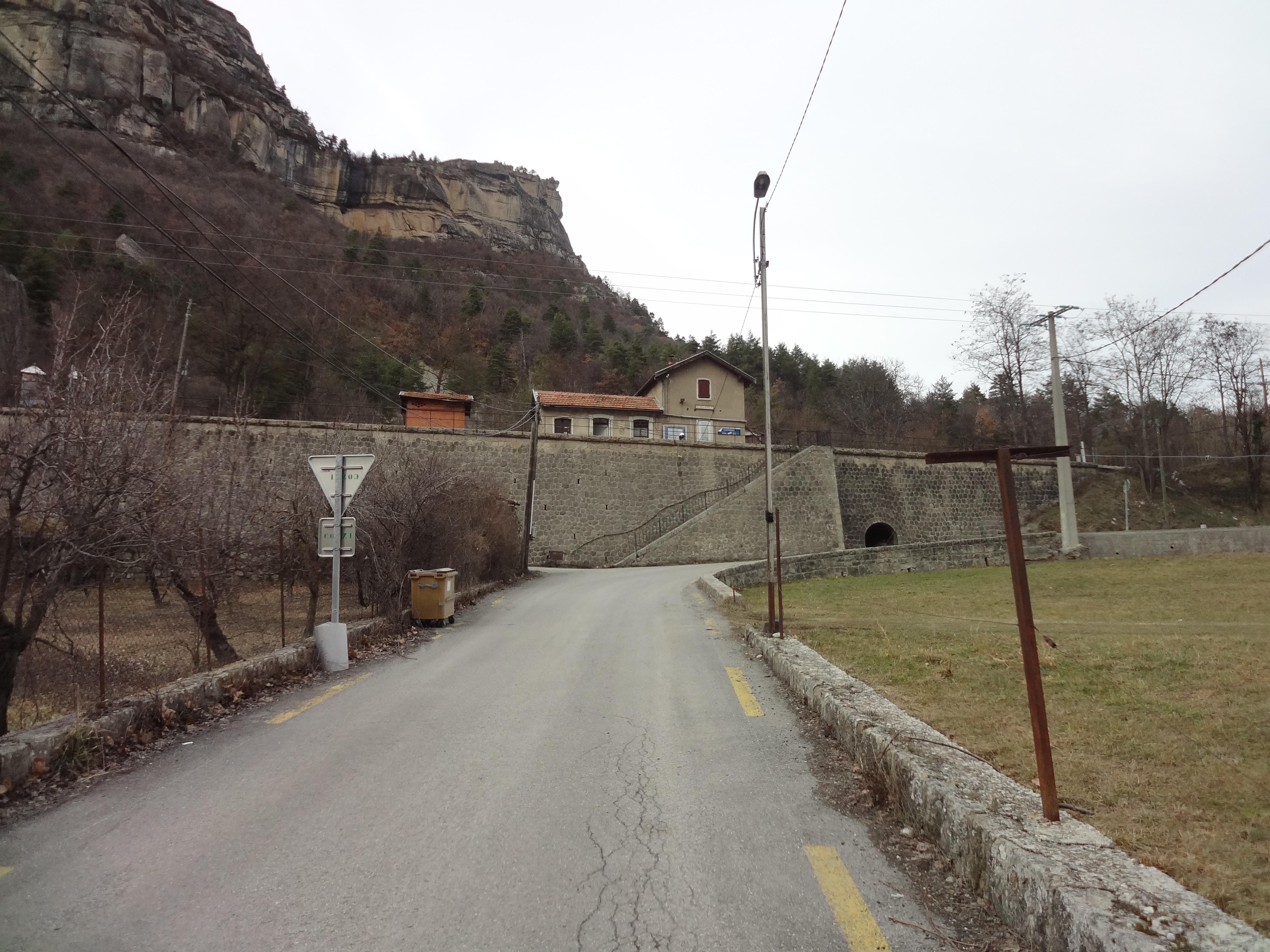
Gare des Scaffarels, construite sur un remblai maçonné.

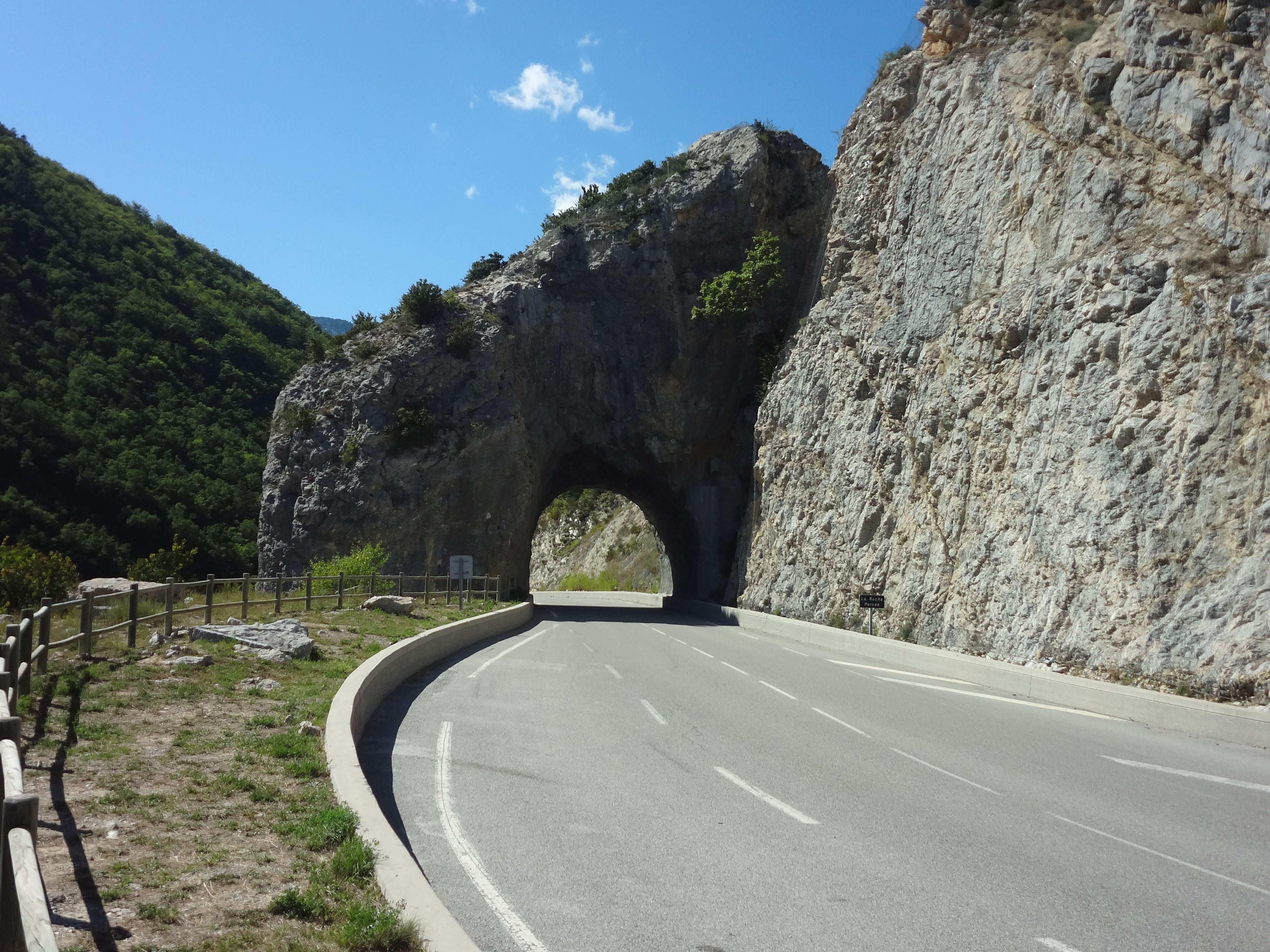
Passage de la RN 202 à la Roche-Percée, à Rouaine.

La gare d'Annot et l’arrêt facultatif des Scaffarels sont desservis par la ligne de Nice à Digne.
La commune est également desservie par la route nationale 202.

### Risques naturels et technologiques
Aucune des 200 communes du département n'est en zone de risque sismique nul. Le canton d'Annot est en zone 1b (risque faible) selon la classification déterministe de 1991, basée sur les séismes historiques, et en zone 4 (risque moyen) selon la classification probabiliste EC8 de 2011. La commune d’Annot est également exposée à trois autres risques naturels :
- feu de forêt,
- inondation (dans la vallée de la Vaïre),
- mouvement de terrain.

La commune d’Annot est également exposée à un risque d’origine technologique, celui de transport de matières dangereuses par route. La route nationale 202 peut être empruntée par les transports routiers de marchandises dangereuses.
Le plan de prévention des risques naturels prévisibles (PPR) de la commune a été approuvé en 1990 pour les risques d’inondation, de mouvement de terrain et de séisme mais un nouveau a été demandé en 2003 ; le Dicrim existe depuis 2011.
La commune a été l’objet de plusieurs arrêtés de catastrophe naturelle visant les conséquences d’inondations et de coulées de boue en 1994. Le tremblement de terre le plus puissamment ressenti dans la commune est celui du 17 février 1947, dont l’épicentre est situé dans le Piémont.

## Urbanisme

### Typologie
Au 1er janvier 2024, Annot est catégorisée bourg rural, selon la nouvelle grille communale de densité à 7 niveaux définie par l'Insee en 2022.
Elle est située hors unité urbaine et hors attraction des villes,.

### Occupation des sols
L'occupation des sols de la commune, telle qu'elle ressort de la base de données européenne d’occupation biophysique des sols Corine Land Cover (CLC), est marquée par l'importance des forêts et milieux semi-naturels (93,5 % en 2018), en diminution par rapport à 1990 (94,8 %). La répartition détaillée en 2018 est la suivante : 
forêts (82,8 %), milieux à végétation arbustive et/ou herbacée (10,3 %), zones agricoles hétérogènes (4,9 %), zones urbanisées (1,6 %), espaces ouverts, sans ou avec peu de végétation (0,3 %).
L'évolution de l’occupation des sols de la commune et de ses infrastructures peut être observée sur les différentes représentations cartographiques du territoire : la carte de Cassini (XVIIIe siècle), la carte d'état-major (1820-1866) et les cartes ou photos aériennes de l'IGN pour la période actuelle (1950 à aujourd'hui).

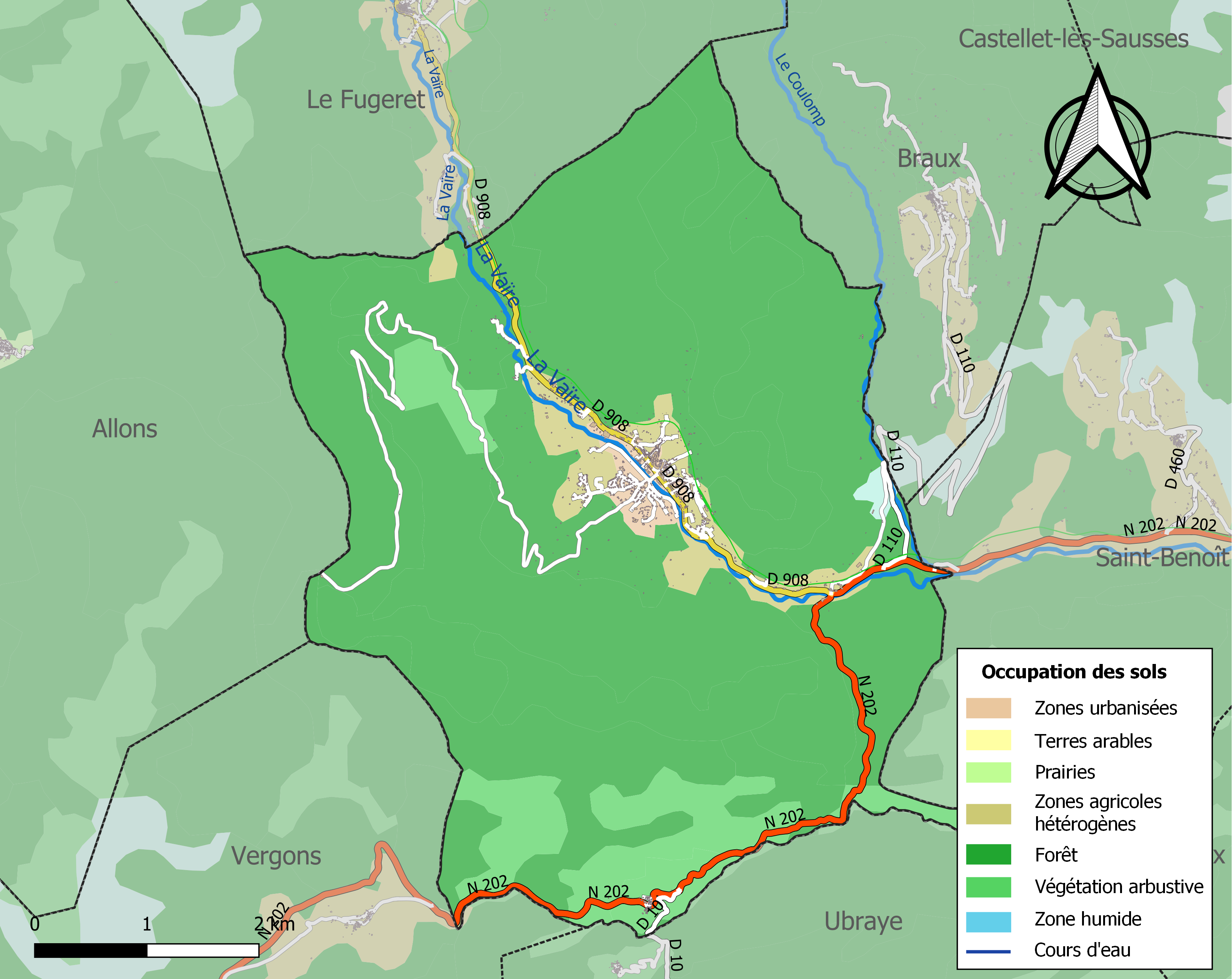
Carte de l'occupation des sols de la commune en 2018 (CLC).

## Toponymie
La localité apparaît pour la première fois dans les chartes en 1042, sous la forme Anoth, lorsque son seigneur Ermerincus d’Anoth en fait don à l’abbaye Saint-Victor de Marseille. Le nom vient peut-être du gaulois ana, augmenté du suffixe latin ottum, et désignerait un petit marais,. Charles Rostaing pense que le nom Ana désignerait lui une ville plus ancienne, qui aurait précédé la ville haute appelée par référence à celle-ci Sigumanna. Selon Daniel Thiery, le nom Sigumanna, cité dans le même document qu’Annot, désigne le territoire plus qu’un lieu ou un village précis, et ce nom de territoire est probablement tiré du nom du peuple pré-romain qui occupait la vallée. La commune se nomme Anòt en provençal.
Le nom du hameau de Rouaine vient du nom romain *Rugius suivi du suffixe -ane indiquant le domaine de Rugius.

## Économie

### Aperçu général
En 2009, la population active s'élevait à 460 personnes, dont 38 chômeurs (70 fin 2011). Ces travailleurs sont majoritairement salariés (81 %) et travaillent majoritairement dans la commune (74 %). L'essentiel des actifs de la commune sont employés dans l’industrie et la construction (55 % en 2010). L'agriculture ne fournit aucun emploi salarié, et les services et l'administration, avec 140 emplois, occupent 45 % de la population active.
Au 1er janvier 2011, les établissements actifs dans la commune sont principalement des commerces et des services (80 des 132 établissements), suivis par les entreprises du secteur secondaire (22 sur 132) et les administrations et le secteur sanitaire, social et de l’enseignement (24 établissements également).

### Agriculture

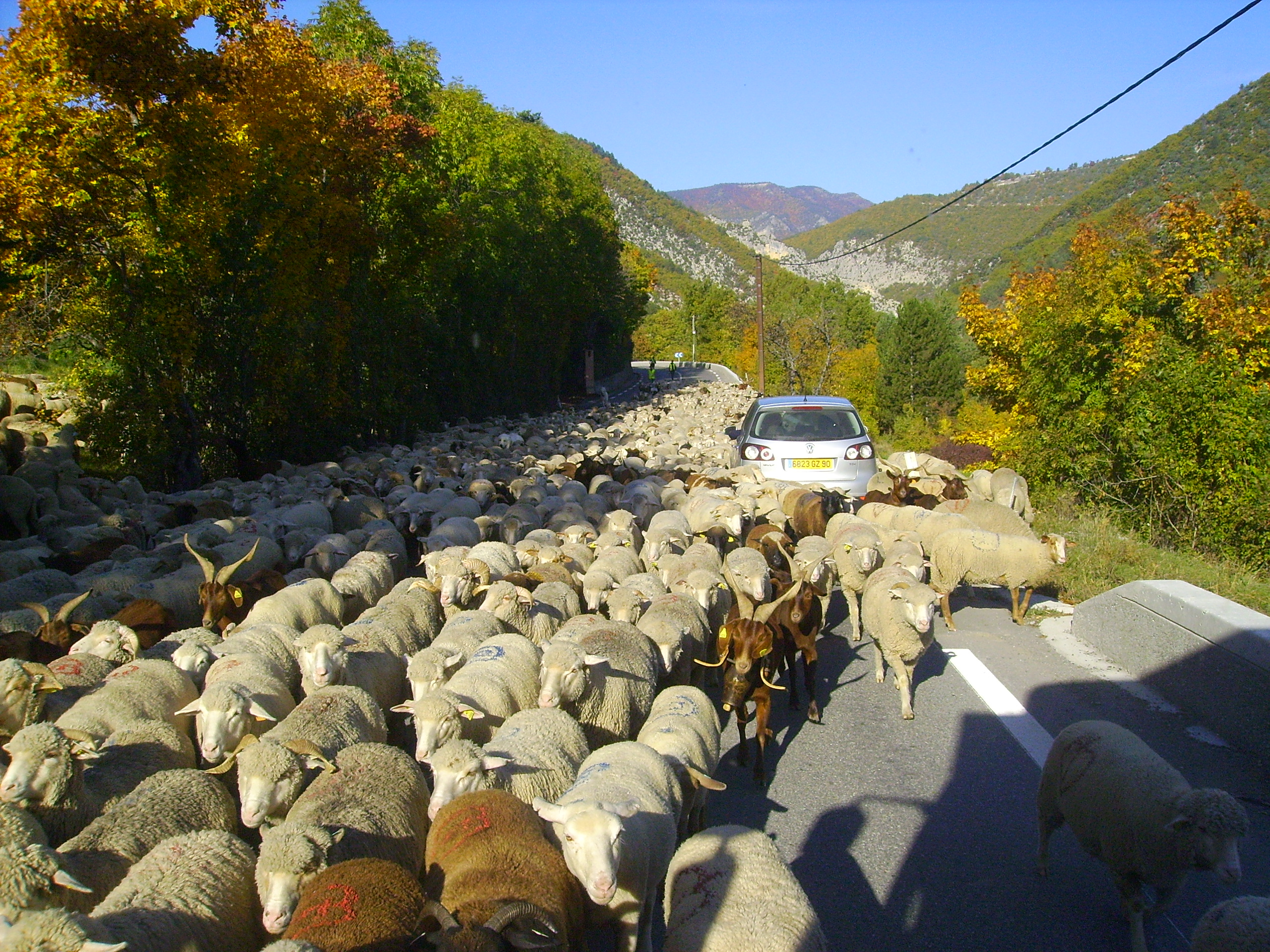
Troupeau de moutons.

Fin 2010, le secteur primaire (agriculture, sylviculture, pêche) comptait 6 établissements différents. Un fromage porte l’appellation fromage d'Annot ou tomme d'Annot.

### Industrie
Fin 2010, le secteur secondaire (industrie et construction) comptait 22 établissements, employant 173 salariés.
Le principal employeur de la commune est la biscotterie Faissole, qui produit biscottes et petits pains grillés depuis les années 1960 et qui emploie 118 salariés et réalise un chiffre d'affaires de 11 millions d'euros. Le secteur agro-alimentaire compte aussi Rigault et Cie, usine de charcuterie et salaisons, avec 18 salariés.
Une petite centrale hydroélectrique est implantée sur la Vaïre, au seuil des Scaffarels. La chute d’eau de 46 m de haut fait tourner une turbine de 820 kW de puissance ; la production est actuellement arrêtée de juillet à octobre. La centrale est équipée d’un toboggan à poissons.

### Activités de service
Fin 2010, le secteur tertiaire (commerces, service) comptait 80 établissements (avec 57 emplois salariés), auxquels s'ajoutent les 24 établissements administratifs (salariant 83 personnes).
D'après l'Observatoire départemental du tourisme, la fonction touristique est importante pour la commune, avec entre 1 et 5 touristes accueillis pour un habitant, l'essentiel de la capacité d'hébergement étant non marchande. Plusieurs structures d'hébergement à finalité touristique existent dans la commune :
- plusieurs hôtels[40] (1 classé 1 étoile[41] et 2 classés deux étoiles[42])[43]. Ces trois hôtels ont une capacité d’accueil totale de 32 chambres[32],[43] ;
- un camping deux étoiles[44] avec 66 emplacements[32],[43] ;
- plusieurs meublés[45] ;
- l’hébergement collectif est représenté par un village vacances en gestion communale[46],[47] et un gîte (des Roncharels)[48].

À tout cela, les résidences secondaires ajoutent un appoint non négligeable à la capacité d'accueil de la commune, avec 275 logements (un tiers des habitations de la commune).
L’été, le passage du train à vapeur sur la ligne de Nice à Digne, entre Puget-Théniers et Annot, apporte une activité touristique appréciable pour la commune. En 2006-2007, il apportait une augmentation de fréquentation de la ligne de 50 à 60 %.
Un centre équestre est implanté sur la commune.

## Histoire

### Antiquité
Le nom du peuple installé dans la vallée à l’arrivée des Romains n’est pas certain, mais il peut s’agir des Nemeturii. Un oppidum était occupé au lieu-dit de Vers-la-Ville.

### Moyen Âge

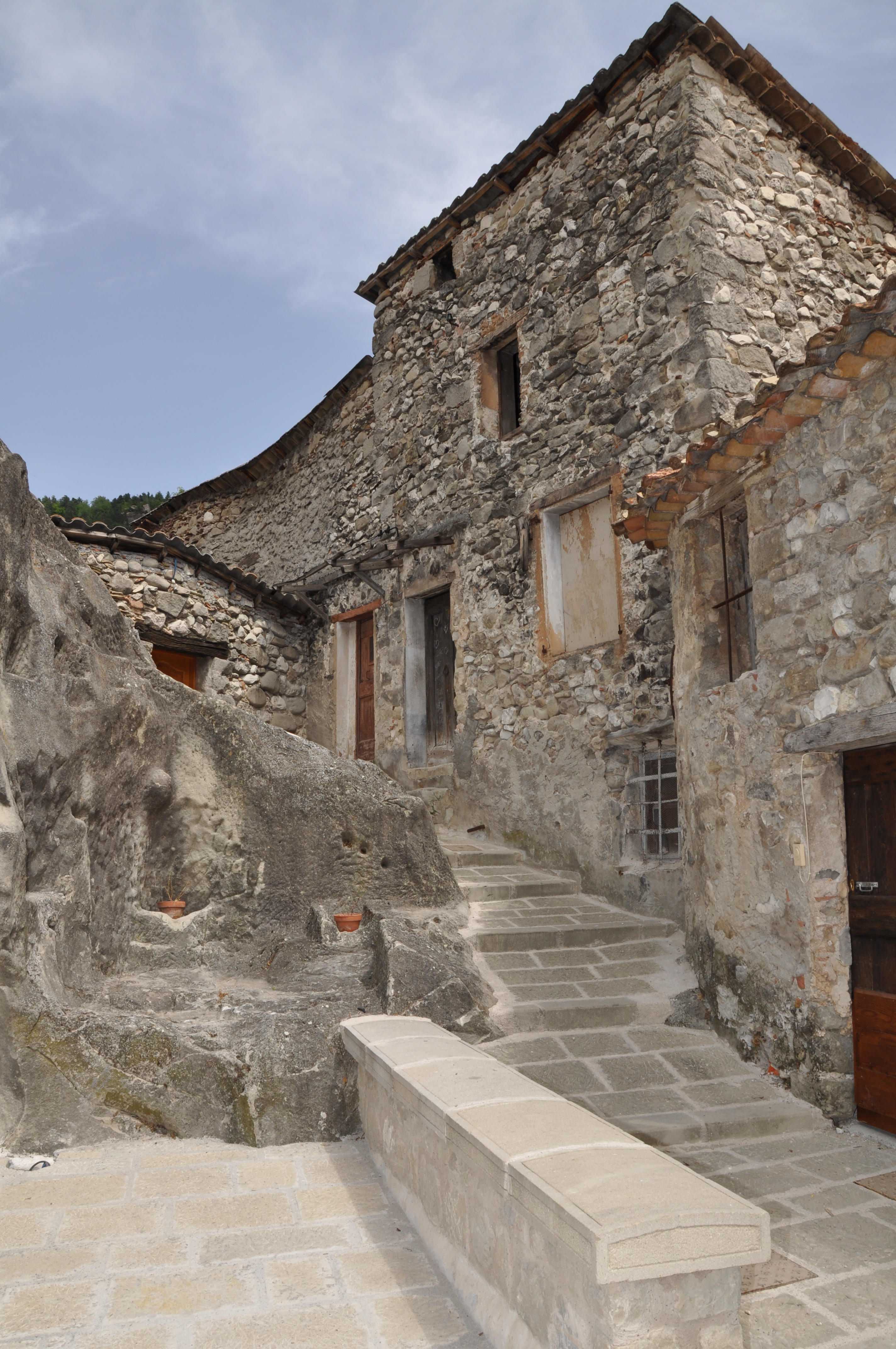
Vieux village.

Le village original se situait probablement au milieu des "grès d'Annot", les maisons étaient en majorité en bois (des emplacements de poutres sont visibles contre les rochers, les habitations y étaient adossées) et à étages. Le chemin dit de "Vers la Ville", menant à une chapelle, en est certainement un ancien témoignage attestant de son existence passée. Sur ce chemin se trouve un grand rocher de grès ("le rocher aux 100 marches") sur lequel est sculpté un escalier. Autour du rocher sommital on peut voir des trous creusés pour y accueillir des poutres de bois.
Par la suite le village fut édifié entre les torrents de la Vaïre et de la Béïte, et fortifié en 1042, autour de l’église Saint-Pons. Le seigneur était l’abbaye Saint-Victor de Marseille, qui reçut de très nombreux dons. Elle partagea certains droits avec l’ordre du Temple,. Après la dissolution de l’ordre du Temple, ses biens au Fugeret et à Annot passèrent à l’abbaye Saint-Pons de Nice.
La seigneurie passe ensuite aux comtes de Provence. La mort de la reine Jeanne Ire ouvre une crise de succession à la tête du comté de Provence, les villes de l’Union d'Aix (1382-1387) soutenant Charles de Duras contre Louis Ier d'Anjou. La communauté d’Annot soutient les Duras jusqu’en 1386, puis change de camp pour rejoindre les Angevins grâce aux négociations patientes de Marie de Blois, veuve de Louis Ier et régente de leur fils Louis II. La reddition d’Aix a également pu jouer un rôle dans la volte-face de la communauté.
Une foire est établie en 1388 par Marie de Blois, qui se maintient jusqu’à la fin de l’Ancien Régime,,. Elle autorise également un marché hebdomadaire. Enfin, aux XVe et XVIe siècles, c’est la famille Saint-Pons qui est seigneur du lieu.

### Temps modernes
Durant les guerres de religion, la ville est attaquée par les protestants en 1574, commandés par le baron de l’Isle. Annot est épargnée par les épidémies de peste de 1626 et 1670, qui touchent pourtant Castellane et Entrevaux.
En mai 1672, toute la population du village, notaires et apothicaire en tête, repousse le nouveau vicaire, imposé par l’évêché et qui n’est pas du pays.
À la fin du XVIIe siècle, le village sort peu à peu de son isolement : l’évêque d’Entrevaux Ithier instaure un service postal bimensuel entre Entrevaux et Aix, par mulets, qui dessert également Annot et Guillaumes,. La culture du droit romain, qui impose le recours fréquent au notaire, est très vivace : ainsi, quatre notaires étaient établis à Annot en 1680. Au XVIIIe siècle, une viguerie est installée à Annot : les communautés de Braux, La Colle, Fugeret, Méailles, Argenton, Peyresc et Saint-Benoît en dépendaient.
En juin 1704, dans le cadre de la guerre de Succession d'Espagne, une milice commune est levée à Ubraye et Annot. Elle est repoussée par les Savoyards au vallon de Marguery, et de nombreux habitants des deux communautés sont faits prisonniers. La rançon pour libérer ceux d’Annot s’élève à 1 200 livres.

### Révolution française
La communauté est pleinement dans le mouvement de la Révolution française. Après avoir envoyé ses doléances en 1789, elle plante un arbre de la liberté place Revelly. La société patriotique de la commune est créée pendant l’été 1792 : elle a pour nom le club des Amis de la Révolution.

### XIXeetXXesiècles
Au XIXe siècle, la commune connaît un certain essor industriel grâce à la filature et au tissage de la laine, sur le modèle de la manufacture Honnorat à Saint-André-de-Méouilles. La fabrique Moulard ouvre au début des années 1830, la fabrique Roux en 1836 (mais celle-ci disparaît avant 1843[réf. incomplète]). En 1856, deux fabriques emploient 40 ouvriers.
La Révolution et l’Empire apportent nombre d’améliorations, dont une imposition foncière égale pour tous, et proportionnelle à la valeur des biens de chacun. Afin de la mettre en place sur des bases précises, la levée d’un cadastre est décidée. La loi de finances du 15 septembre 1807 précise ses modalités, mais sa réalisation est longue à mettre en œuvre, les fonctionnaires du cadastre traitant les communes par groupes géographiques successifs. Ce n’est qu’en 1830 que le cadastre dit napoléonien d’Annot est achevé.
Comme de nombreuses communes du département, Annot se dote d’écoles bien avant les lois Jules Ferry : en 1863, elle compte déjà deux écoles dispensant une instruction primaire aux garçons, au village chef-lieu et à Rouaine. La loi Falloux (1851) impose l’ouverture d’une école de filles aux communes de plus de 800 habitants, obligation qui est suivie par la commune,. Annot utilise les subventions de la deuxième loi Duruy (1877) pour construire une école neuve au village.
Le chemin de fer arrive à Annot en 1908, avec l’ouverture de l’avant-dernier tronçon de la ligne de Nice à Digne. Le tunnel de la Colle est achevé en 1903, et la totalité de la ligne entre Digne et Nice est inaugurée du 5 au 7 août 1911 en présence de Victor Augagneur, ministre des Travaux Publics.
Durant la Grande Guerre des soldats étaient affectés à Annot pour la défense des voies ferrées des chemins de fer de Provence.
A la fin de la Deuxième Guerre mondiale, en 1944, le médecin d'Annot est accusé injustement d'avoir appartenu à la milice et est menacé de mort. Son procès qui se termine à Aix-en-Provence, après plusieurs mois de prison, rétablit la vérité et son honneur le 30 avril 1946. Son père, lui, a été assassiné le 5 août 1944 par des francs-tireurs et partisans communistes en provenance de Marseille.
Jusqu’au milieu du XXe siècle, un vignoble existait à Annot, dont la production était consommée sur place et s’exportait. Il n’en reste plus rien aujourd’hui.

## Héraldique
La ville d’Annot a utilisé au moins deux blasons différents, faisant tous deux référence au châtaignier. Les armes actuelles d’Annot sont d'argent au châtaignier de sinople accompagné de trois fleurs de lys d'or,.
| Blason d'Annot | Blasonnement : D'azur à la fasce d'argent chargée du mot ANNOT en lettres capitales de sable, accompagnée en chef de deux rinceaux de châtaignier d'or passés en sautoir et en pointe d'une fleur de lys du même. Ces armoiries ne sont pas datées. Il est possible que ce soient les plus anciennes de la communauté. |

|  | Blasonnement : D’argent, au châtaignier de sinople chargé de deux hérissons d’or et accompagné de trois fleurs de lys du même en pointe, deux et un. Ces armoiries existaient déjà en 1648. |

## Politique et administration

### Liste des maires
| Période                                  | Période   | Identité         | Étiquette | Qualité                                             |
| ---------------------------------------- | --------- | ---------------- | --------- | --------------------------------------------------- |
| mai 1945                                 |           | Émile Honnoraty  | Résistant | Ancien Résistant, se présente sous cette étiquette. |
|                                          |           |                  |           |                                                     |
|                                          | 1977      | Fernand Faissole |           |                                                     |
| 1977                                     | mars 2001 | Yves Bono        |           |                                                     |
| mars 2001                                | mai 2020, | Jean Ballester   | SE/DVD    | Conseiller général                                  |
| mai 2020                                 | en cours  | Marion Cozzi     |           |                                                     |
| Les données manquantes sont à compléter. |           |                  |           |                                                     |

### Intercommunalité
Annot fait partie :
- de 2004 à 2016, de la communauté de communes Terres de Lumière (dont elle est le siège) ;
- à partir du 1er janvier 2017, de la communauté de communes Alpes Provence Verdon.

### Urbanisme
La communauté de communes Alpes Provence Verdon - Sources de Lumière, créée le 24 novembre 2016 avec effet le 1er janvier 2017, regroupe désormais 41 communes. Cet établissement public de coopération intercommunale (EPCI) s'est engagé dans une démarche d’élaboration d’un plan local d’urbanisme intercommunal (PLUi).

### Budget et fiscalité 2016
En 2016, le budget de la commune était constitué ainsi :
- total des produits de fonctionnement : 2 046 000 €, soit 1 850 € par habitant ;
- total des charges de fonctionnement : 1 449 000 €, soit 1 310 € par habitant ;
- total des ressources d'investissement : 1 115 000 €, soit 1 008 € par habitant ;
- total des emplois d'investissement : 1 298 000 €, soit 1 174 € par habitant ;
- endettement : 2 685 000 €, soit 2 428 € par habitant.

Avec les taux de fiscalité suivants :
- taxe d'habitation : 20,74 % ;
- taxe foncière sur les propriétés bâties : 30,55 % ;
- taxe foncière sur les propriétés non bâties : 94,37 % ;
- taxe additionnelle à la taxe foncière sur les propriétés non bâties : 58,73 % ;
- cotisation foncière des entreprises : 23,85 %.

Chiffres clés Revenus et pauvreté des ménages en 2014 : médiane en 2014 du revenu disponible, par unité de consommation : 17 983 €.

### Enseignement
La commune est dotée d'une bibliothèque informatisée (catalogue en ligne).
La commune est dotée de deux établissements d’enseignement :
- une école primaire[93] ;
- le collège Émile-Honnoraty[94].

### Administrations
Une brigade de gendarmerie chef-lieu de communauté est implantée à Annot.

## Population et société

### Démographie
Les habitants sont nommés les Annotains.

#### Évolution démographique
En 2022, la commune d’Annot comptait 1013 habitants. À partir du XXIe siècle, les recensements réels des communes de moins de 10 000 habitants ont lieu tous les cinq ans (2007, 2012, 2017 pour Annot). Les autres chiffres sont des estimations.
| 1471    | 1765  | 1793  | 1800  | 1806  | 1821  | 1831  | 1836  | 1841  | 1846  |
| ------- | ----- | ----- | ----- | ----- | ----- | ----- | ----- | ----- | ----- |
| 69 feux | 1 023 | 1 190 | 1 072 | 1 068 | 1 160 | 1 292 | 1 197 | 1 178 | 1 149 |

| 1851  | 1856  | 1861  | 1866  | 1872  | 1876 | 1881  | 1886  | 1891  | 1896  |
| ----- | ----- | ----- | ----- | ----- | ---- | ----- | ----- | ----- | ----- |
| 1 144 | 1 161 | 1 162 | 1 137 | 1 140 | 989  | 1 036 | 1 069 | 1 046 | 1 015 |

| 1901  | 1906  | 1911  | 1921 | 1926 | 1931 | 1936  | 1946  | 1954 | 1962 |
| ----- | ----- | ----- | ---- | ---- | ---- | ----- | ----- | ---- | ---- |
| 1 096 | 1 473 | 1 109 | 825  | 978  | 992  | 1 018 | 1 018 | 920  | 920  |

| 1968 | 1975 | 1982  | 1990  | 1999 | 2007  | 2022  | - | - | - |
| ---- | ---- | ----- | ----- | ---- | ----- | ----- | - | - | - |
| 746  | 859  | 1 035 | 1 053 | 988  | 1 019 | 1 013 | - | - | - |

L’histoire démographique d’Annot est marquée par une période d’« étale » où la population reste relativement stable à un niveau élevé. Cette période dure de 1806 à 1861. L’exode rural provoque ensuite un mouvement de recul démographique de longue durée : cependant, à Annot, ce recul se caractérise par une faible ampleur, et la commune ne perd jamais plus de la moitié de sa population par rapport au maximum historique de 1831.

## Lieux et monuments

### Sites
Outre les grès d'Annot (voir partie Géologie) plusieurs lieux de la commune sont des sites inscrits et protégés depuis 1946, pour une superficie de 137 ha au total :
- pour l'ensemble architectural pittoresque et ancien : la partie sommitale de la vieille ville), le pont sur la Beïte et ses abords, les maisons à arcade de la rue Notre-Dame, un portail fortifié de la vieille ville ;
- la place des platanes en bordure de Vaïre et le vieux pont ;
- la chapelle de Vérimande (qui est de plus classée au titre des monuments historiques, voir plus bas).

Vues du bourg d’Annot.
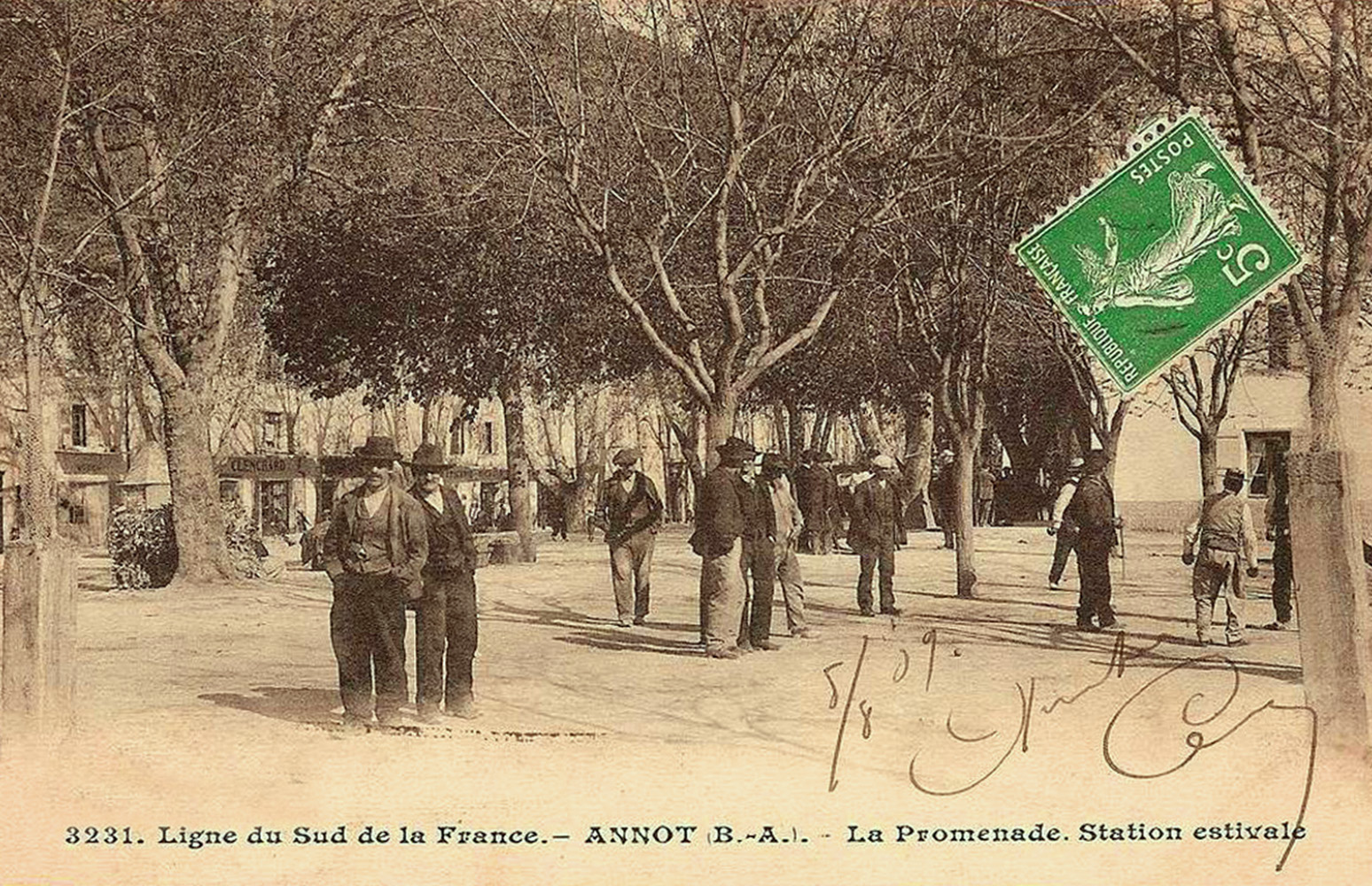
Jeu provençal sur la place des platanes en 1909.
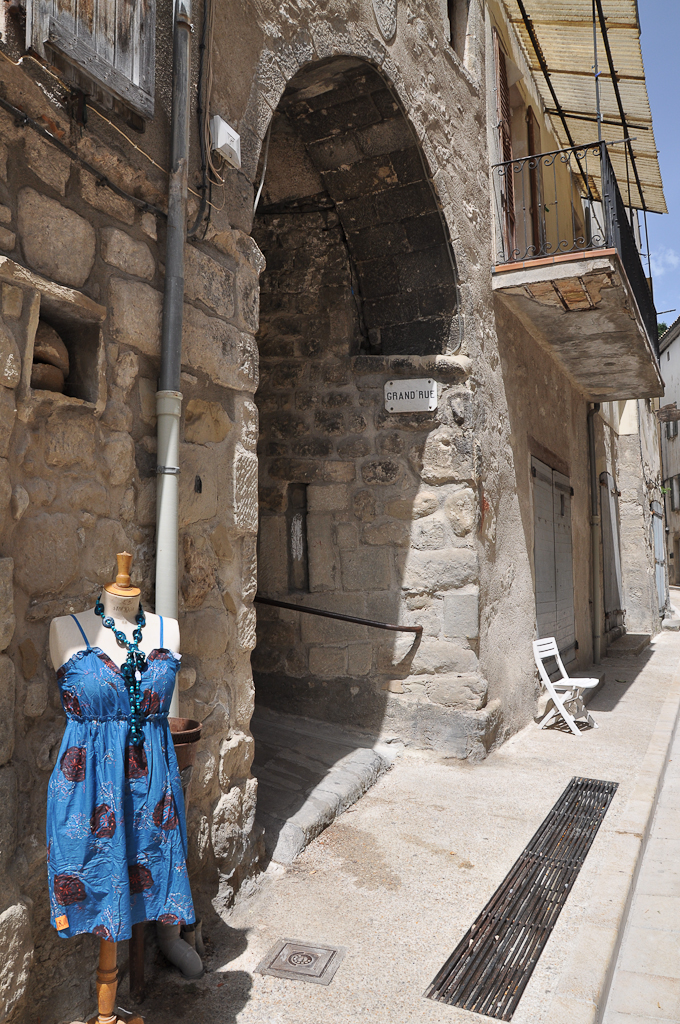
Portail fortifié.
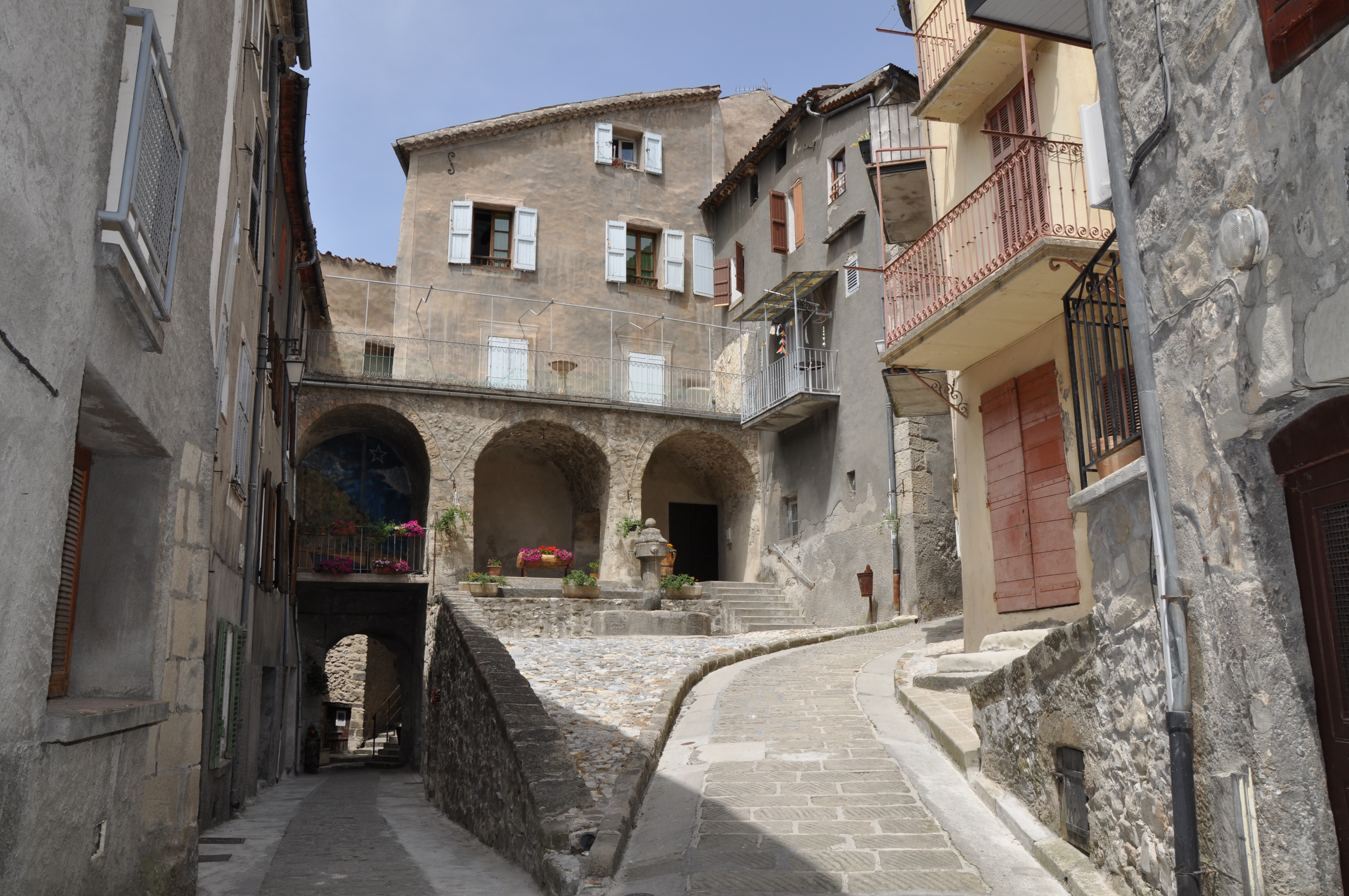
Maisons à arcades.

### Architecture militaire
Les remparts médiévaux sont toujours en partie visibles, des portes sont conservées et donnent accès au vieux village. Les hautes maisons ceinturant la cité formaient l’enceinte et marquent le tracé de la cité médiévale. À Vérimande se trouvent également une chapelle templière ainsi que la maison dite des Templiers, une grande bâtisse avec une tour pigeonnier.

### Architecture civile

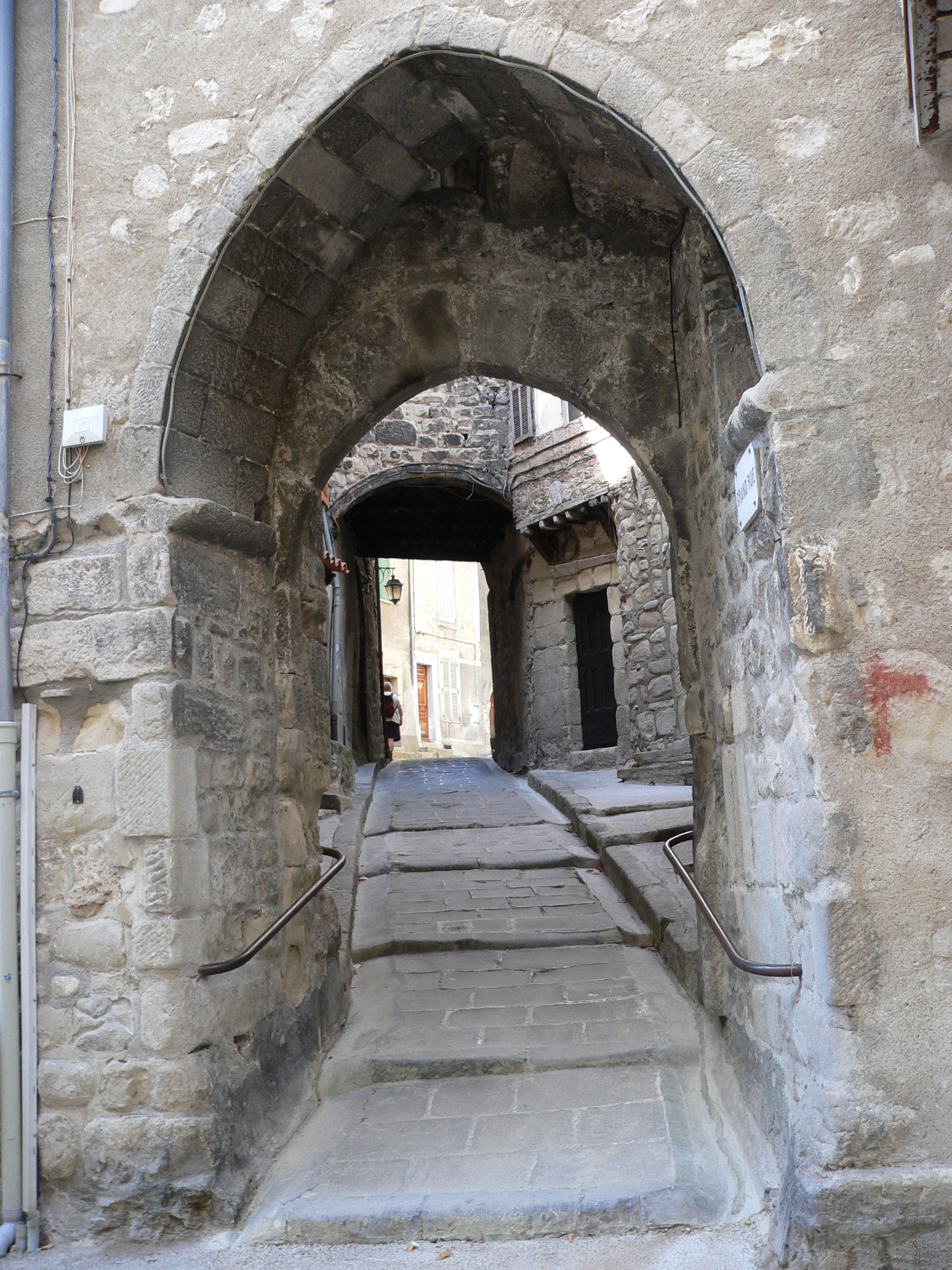
Ruelle médiévale.

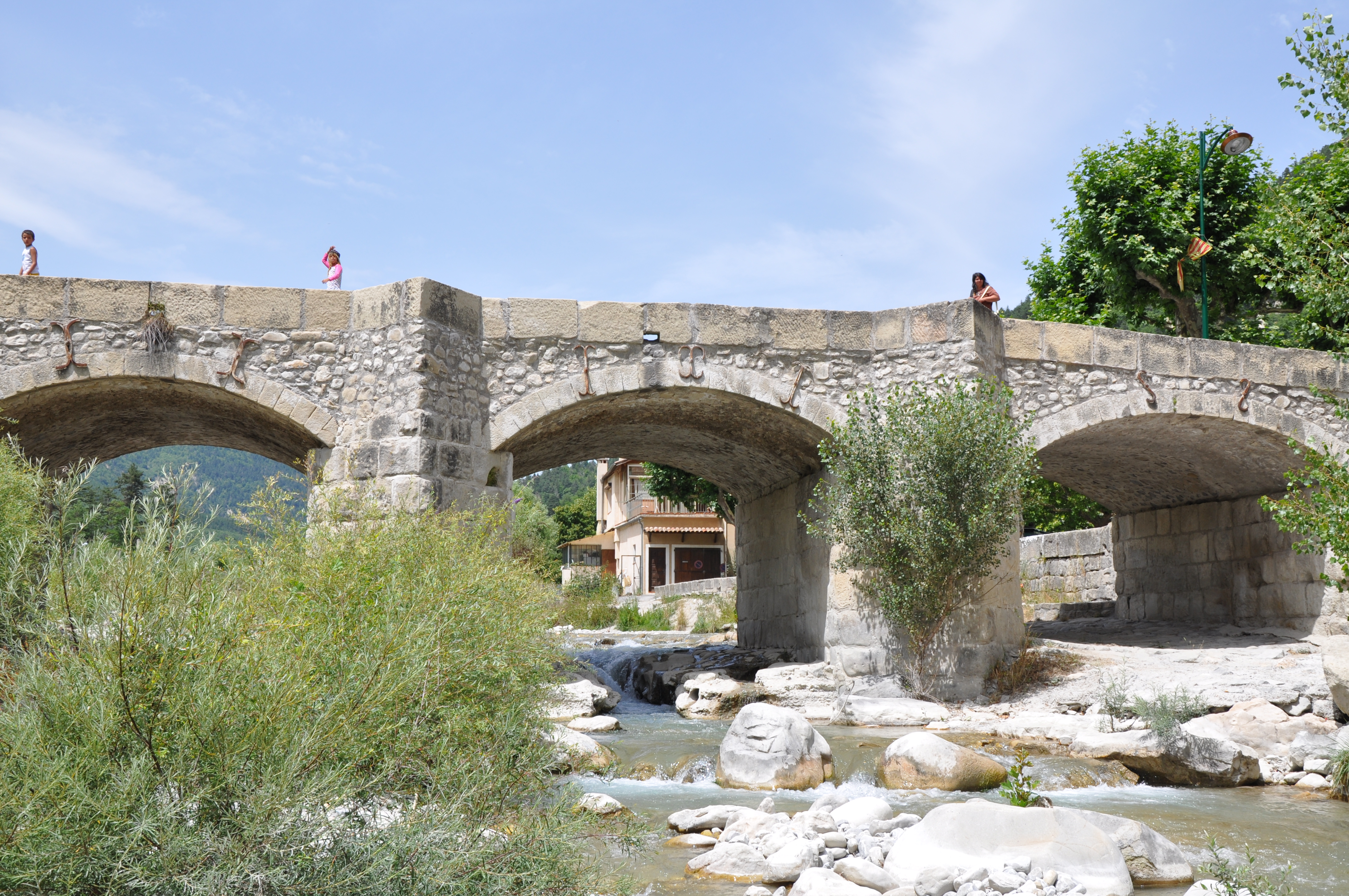
Pont sur la Vaïre.

Au hameau de Rouaine se trouve un relais de poste, encore utilisé par un hôtel-restaurant.
Le pont sur la Vaïre fait 34 mètres de long, et 3,5 mètres de large. Il succède à un pont emporté en 1676. La communauté d’Annot ne fait d’abord construire que des piles de pierre par les maîtres maçons François Richard, Louis Borrely et Louis Fabre. Ces piles sont protégées par de puissants avant et arrière-becs : des refuges sont aménagés au sommet des becs. Sur ces piles, un tablier de bois est construit, ce qui permet une rapide mise en service, en 1682. Le tablier de bois est remplacé par un tablier de pierre au début du XVIIIe siècle. Il fait l’objet de travaux de réparation en 1777. À la fin du XIXe siècle, la place du village est élargie, et les deux premières arches sont bouchées. 

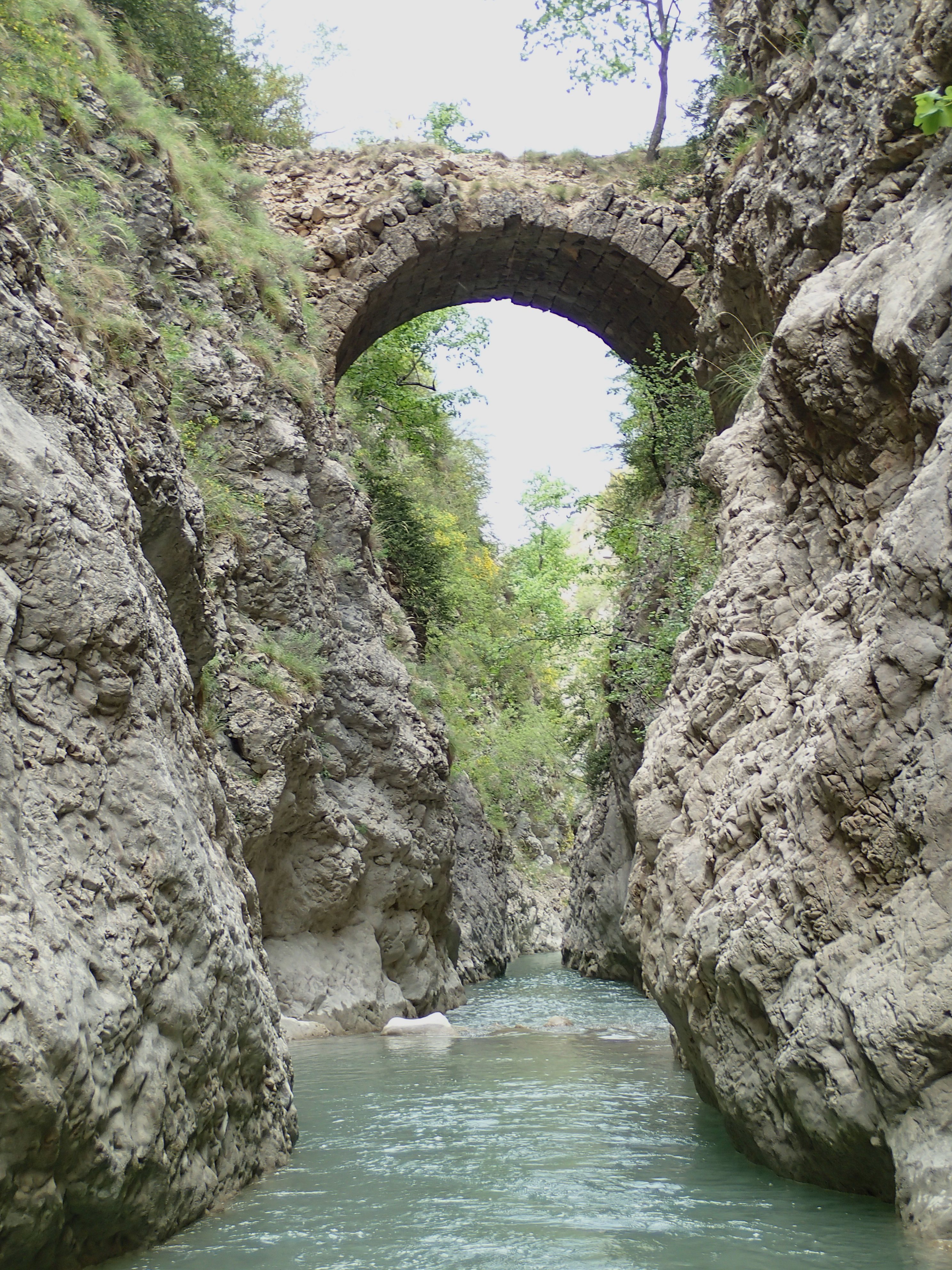
Pont sur la Galange.

- Vieux bourg et ruelles médiévales : un linteau porte la date de 1377, apocryphe selon Raymond Collier[106], contrairement à d’autres datées de 1455 et 1533[107].
- La route nationale 202 franchit les gorges de la Galange au pont vertigineux de Saint-Joseph (753 m d’altitude).
- Défilé des Garambes.
- Fontaine, avec l'inscription RF 1894.
- Hôtel-Dieu du XVIIe siècle.
- Hôtel de ville du XVIIe siècle.

### Sites naturels

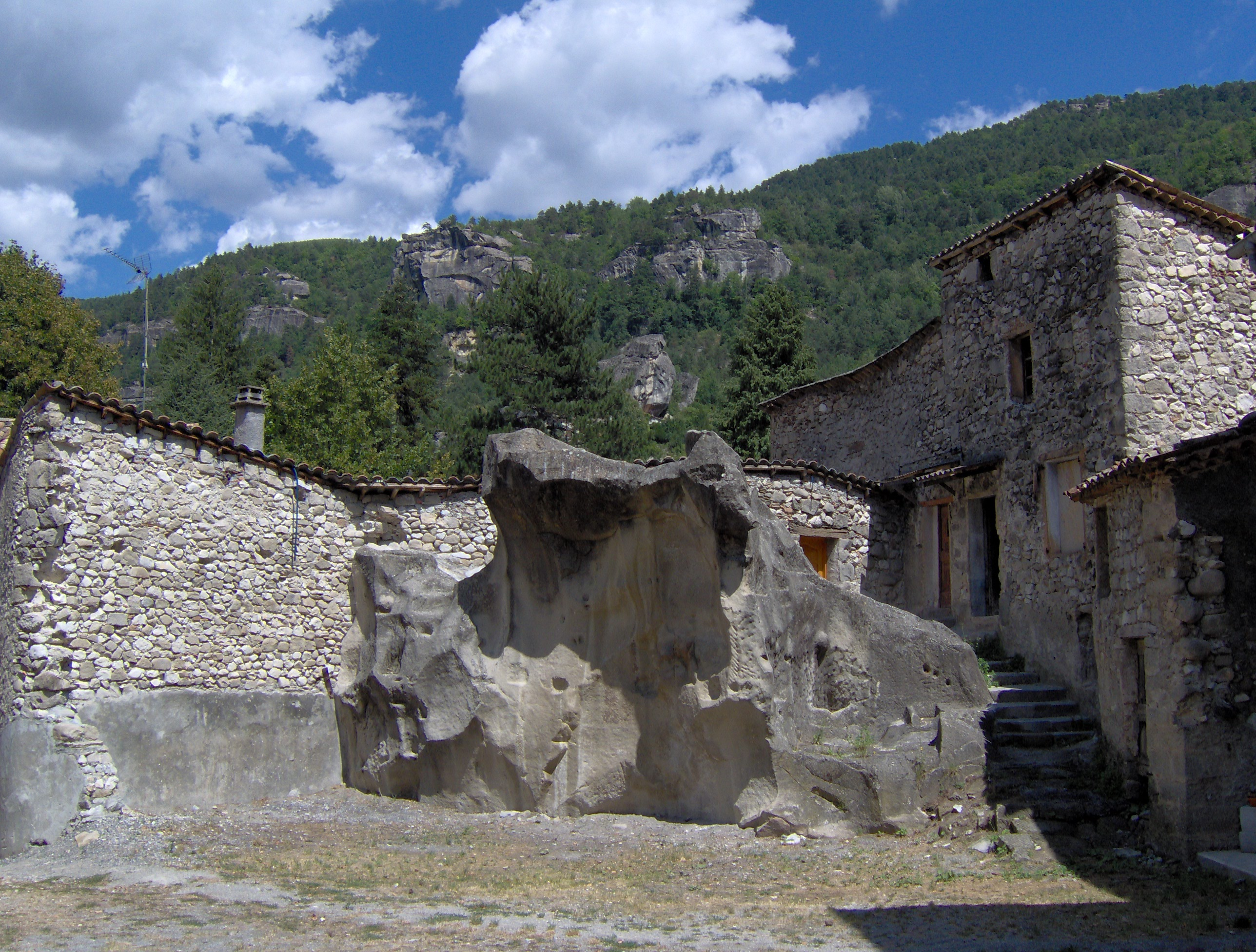
Un bloc dans Annot.

Les Grès d'Annot désignent le chaos de blocs de grès disséminés sur près de 40 km2 aux alentours du village. Ces blocs rocheux ont été formés par la désagrégation des falaises de grès sous l'action de l'érosion et leur glissement progressif en contrebas sur un terrain de marne où pousse une forêt.
C'est un site de promenade, connu notamment par la légende de la Chambre du Roi. Le site est connu nationalement par les grimpeurs, qui y pratiquent principalement l'escalade de bloc.

### Art religieux

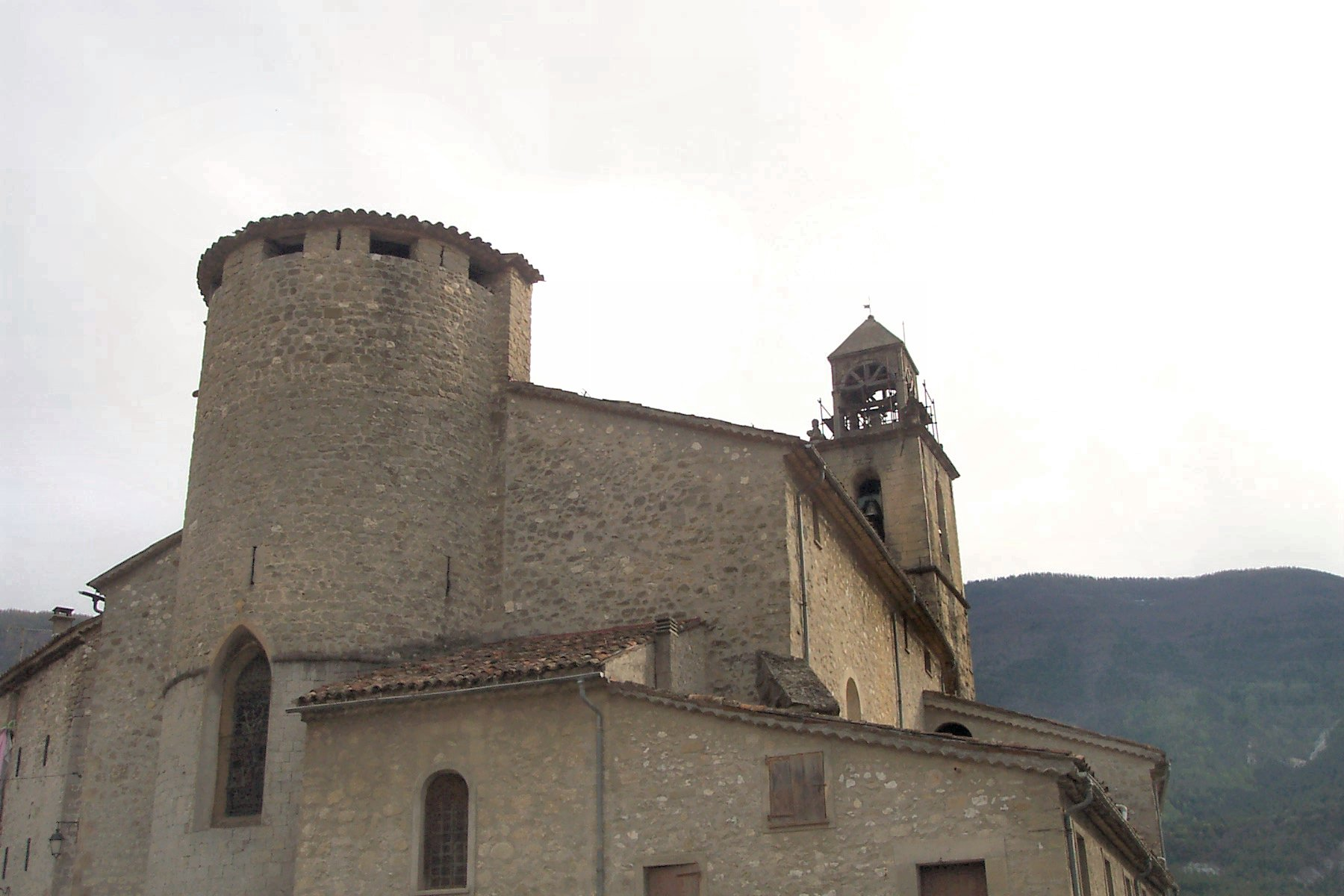
L'église paroissiale Saint-Jean-Baptiste.

L’église paroissiale Saint-Jean-Baptiste (peut-être ancienne église Saint-Pons,,) est dans le vieux bourg. D'abord simple prieuré, elle prend la fonction d’église paroissiale au moment de la constitution du castrum, fin XIIe siècle. Elle est construite avec une abside semi-circulaire à voûte semi-circulaire, qui est avec la seule partie restée entièrement romane de l'église. Elle est prolongée par une tour hémisphérique. Un bas-côté a été ajouté ou reconstruit au XVe ou au XVIe, dans le style gothique. La nef a dû être reconstruite au XVIIe siècle. Parmi le mobilier, ont fait l’objet d’un classement (MH) ou d'une inscription à l’inventaire au titre des monuments historiques (IIS) :
- une statue de saint Dominique, du XVIIe siècle[115] ;
- une statue de sainte Rose de Lima, de la même époque[116] ;
- les cloches sont de 1571[117] et 1653[118].

La chapelle Notre-Dame de Vers-la-Ville, qui a fait l'objet d'une inscription à l'inventaire au titre des monuments historiques (IIS), date de la fin du XIIe et du début du XIIIe siècle, et a été construite sur une petite plate-forme devant un éboulis de grès. Probablement installée au centre d’un domaine carolingien, elle a servi d’église paroissiale jusqu’à la fin du XIIe siècle. Un ex-voto peint date du XVIIIe siècle, classé. Le tableau de l’Annonciation, classé en tant qu'Objet monument historique, a été peint en 1656 par Jean André né à Annot vers 1620. Deux statuettes d’ange céroféraire (porteur de cierge) du XVIIIe siècle, dont le porte-flambeau est en forme de corne d'abondance sont inscrites.

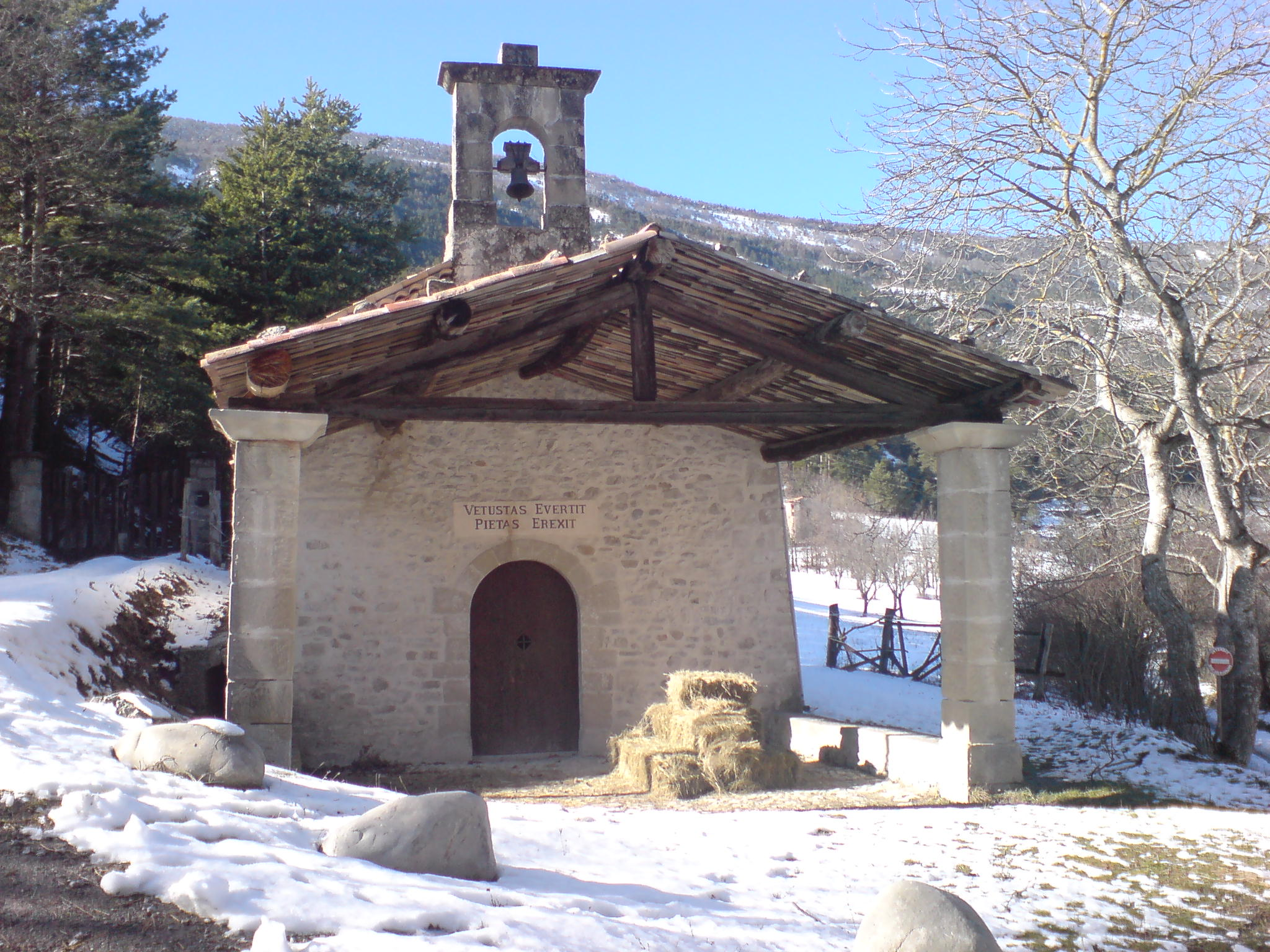
Chapelle de Vérimande.

La chapelle Notre-Dame-de-Vérimande (rive droite, site inscrit), existait avant le XIIIe siècle. Elle est ensuite vraisemblablement reconstruite dans la deuxième moitié du XVIIe siècle, puis restaurée de façon importante mi-XVIIIe et encore fin XIXe. Elle possède un auvent, et des lunettes au-dessus des baies,. Elle est ornée de tableaux :
- une Vierge à l’Enfant avec les saints Martin et Pons[127] classée monument historique au titre objet[128] ;
- un autre représentant les saints Prosper, Fortunat, Innocent et Sécure, également classé[129].

La cloche est de 1652.
Près de la route nationale 208, se trouve une croix couverte, ou oratoire, qui est classée monument historique.
L'église Saint-Pierre-aux-Liens (XVIIe siècle) de Rouaine a été église paroissiale.
Voir aussi les chapelles :
- des Pénitents Blancs ;
- Sainte-Anne à Rouaine[27].

## Personnalités liées à la commune
- Jacques Verdollin (né le 29 novembre 1738 à Annot et mort le 16 avril 1793 à Paris), député aux États généraux de 1789 puis à la Convention en septembre 1792.
- Balthazar Audibert, né le 6 janvier 1761 à Annot et mort le 8 juillet 1852 à Ottavo de Arezzo en Italie. Il a été un  prêtre desservant de l'église de Rouainette, dans la municipalité de Ubraye. En 1791, après avoir rétracté le serment à la Constitution civile du clergé, il a fui la France et est allé en Italie où il est devenu très célèbre avec le nom de Baldassarre Audiberti.
- Messire Raphael de Rabiers, seigneur de la Baume et de Chateauredon, Chevalier (né le ? et mort à Annot le 17 février 1774 âgé d'environ 80 ans).
- Messire Jean Baptiste de Rabiers de la Baume, seigneur de la Baume et de Chateauredon, ancien page de la Madame la Dauphine (né le 22 novembre 1736 à Annot et mort à Annot le 8 décembre 1813).
- Antoine André de Rabiers la Baume du Villars (né le 16 août 1778 à Annot et mort le 27 février 1834). Maire d'Annot en 1814 et sous-préfet de Castellane de 1816 à 1830.
- Jean-Baptiste Augustin Octave de Rabiers de la baume du Villars, né le 18 janvier 1813 à Annot et mort en 1873. Chevalier de la Légion d'honneur en 1850, préfet des Hautes-Alpes en 1851.
- Paul de Rabiers la Baume du Villars, né le 2 juin 1837 à Annot et mort le 11 mai 1898 à Castellane. Élu député en 1877, il voit son élection invalidée.
- Jean ANDRÉ dit de Castellane, artiste-peintre né à Annot vers 1620, rue de la Boucherie, de rayonnement essentiellement local et dont le fils Joseph fut aussi peintre.